# La Paz (Indiana)
La Paz és una població dels Estats Units a l'estat d'Indiana. Segons el cens del 2000 tenia 489 habitants.

## Demografia
Segons el cens del 2000, La Paz tenia 489 habitants, 209 habitatges, i 136 famílies. La densitat de població era de 363,1 habitants/km².
Dels 209 habitatges en un 30,6% hi vivien nens de menys de 18 anys, en un 45,9% hi vivien parelles casades, en un 10,5% dones solteres, i en un 34,9% no eren unitats familiars. En el 30,6% dels habitatges hi vivien persones soles l'11,5% de les quals corresponia a persones de 65 anys o més que vivien soles. El nombre mitjà de persones vivint en cada habitatge era de 2,34 i el nombre mitjà de persones que vivien en cada família era de 2,84.
Per edats la població es repartia de la següent manera: un 25,8% tenia menys de 18 anys, un 10,6% entre 18 i 24, un 31,7% entre 25 i 44, un 21,7% de 45 a 60 i un 10,2% 65 anys o més.
L'edat mediana era de 34 anys. Per cada 100 dones de 18 o més anys hi havia 96,2 homes.
La renda mediana per habitatge era de 37.961$ i la renda mediana per família de 39.667$. Els homes tenien una renda mediana de 30.089$ mentre que les dones 21.083$. La renda per capita de la població era de 16.658$. Entorn del 4,1% de les famílies i el 5,2% de la població estaven per davall del llindar de pobresa.

## Poblacions més properes
El següent diagrama mostra les poblacions més properes.